# Henk Visser
Henk Visser (Willemstad, 23 marzo 1932 – Arnhem, 13 novembre 2015) è stato un lunghista olandese.

## Biografia

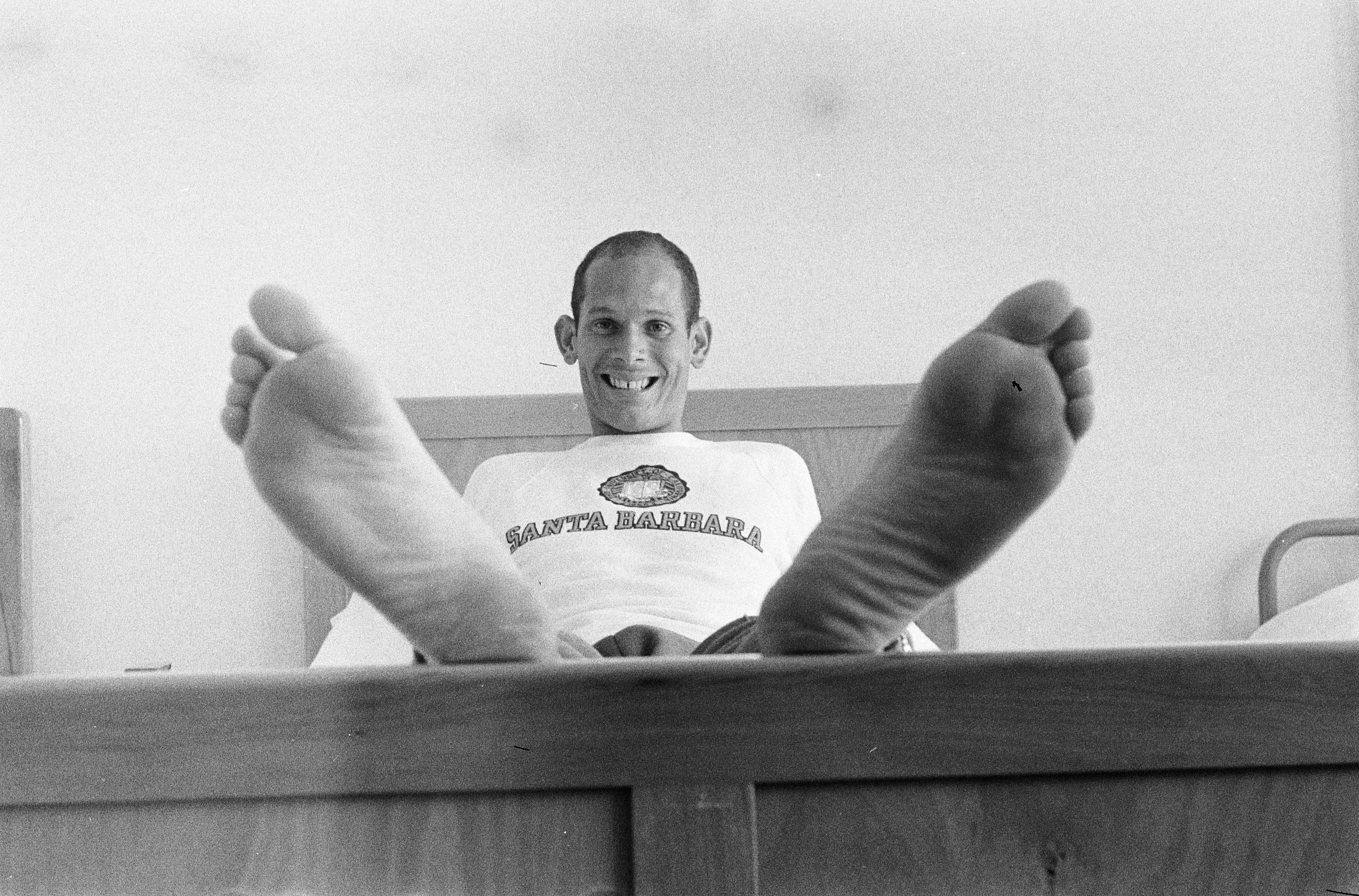
Henk Visser durante le Olimpiadi di Roma nel 1960

Nel 1952, appena ventenne, esordì ai Giochi olimpici qualificandosi per la finale del salto in lungo, dove però non realizzò nessun salto valido.
Il 17 settembre 1956, nel corso di una competizione internazionale a Bucarest, stabilì il record europeo con un salto di 7,98 m, che fu anche il primato mondiale stagionale. Tuttavia non poté gareggiare alle Olimpiadi di quell'anno a causa del boicottaggio attuato dai Paesi Bassi insieme ad altre nazioni.
Trasferitosi negli Stati Uniti, ottenne dapprima una borsa di studio al San José College, per poi trasferirsi al Bakersfield College. Nell'aprile 1960 saltò 7,97 m, a un centimetro dal proprio primato personale, mentre nel mese di giugno giunse secondo ai campionati NCAA, battuto per un quarto di pollice dal futuro campione olimpico Ralph Boston.
Partecipò infine alle Olimpiadi di Roma 1960 dove si classificò settimo con un salto di 7,66 m.
In seguito al ritiro dall'attività agonistica, restò a Santa Barbara lavorò nel settore commerciale dedicandosi all'export di abbigliamento e calzature sportive.

## Palmarès
| Anno | Manifestazione  | Sede     | Evento         | Risultato | Prestazione | Note  |
| ---- | --------------- | -------- | -------------- | --------- | ----------- | ----- |
| 1952 | Giochi olimpici | Helsinki | Salto in lungo | qual.     |             | [ 7 ] |
| 1960 | Giochi olimpici | Roma     | Salto in lungo | 7º        | 7,66        | [ 8 ] |